# Sander van Doorn
Sander van Doorn (prononcé en néerlandais : [ˈsɑndər vɑn ˈdoːrn]), de son vrai nom Sander Ketelaars ([ˈsɑndər ˈkeːtəlaːrs] ; né le 28 février 1979 à Eindhoven, au Brabant-Septentrional), est un disc jockey et producteur néerlandais de musique électronique. Il atteint à l'apogée de sa carrière la 10e place DJ Mag Top 100, en 2009.
Van Doorn joue un spectacle musical nommé Identity, qui peut être écouté chaque deuxième et quatrième mercredi du mois sur la radio internet Digitally Imported. Il est également disponible en podcast via iTunes. Son premier album, Supernaturalistic, est publié le 3 mars 2008. En 2010, il réalise, entre autres, l'hymne de la Trance Energy, intitulé Renegade.

## Biographie
Le premier grand succès de sa carrière est de devenir disc jockey résident au Judgement le dimanche à Ibiza et au Gallery à Londres. Au fil de sa carrière, Sander van Doorn joue dans beaucoup de grandes discothèques et soirées à travers le monde. En juin 2007, il présente le spectacle de Eddie Halliwell de la BBC Radio 1. Il mixe également pour cette même radio en juin 2006. Il produit aussi bien des musiques originales que des remixes, entre 2007 et 2008, durant laquelle la musique électronique est bien accueillie et représentées par plus de cinquante stations de radio à travers le monde[réf. nécessaire]. Ses remixes les plus connus incluent des artistes tels que Sia, The Killers, Swedish House Mafia, et Depeche Mode. Il a aussi travaillé en collaboration avec Robbie Williams. Le 3 mars 2008, Sander van Doorn produit son premier album sous le label Spinnin' Records, Supernaturalistic, contenant treize titres. Toujours en mars 2008, Van Doorn reçut un oscar du meilleur DJ Breakthrough à l'international Dance Music Awards à la Miami Winter Music Conference. Son titre Riff est nommé pour le meilleur titre underground.
Durant l’été 2010, Sander van Doorn devient résident de la discothèque Amnesia à Ibiza, en Espagne. Van Doorn est également présent à beaucoup de festivals de musique tels que le Bal en Blanc 16 à Montréal, Beyond Wonderland à San Bernarino, Electric Zoo à New York et Transmission à Prague, entre autres. Une longue tournée en Amérique du Nord commence en avril et rencontre un grand succès : le Dusk Till Doorn. Toutes les musiques produites en 2010 par Sander van Doorn incluant Renegade, Daisy, Reach Out, Hymn 2.0 et Daddyrock sont dans les premières places des classements sur Beatport. L’année 2011 notamment est un tournant dans sa carrière. Entre les deux concerts en tête d'affiche à l'Energy Mysteryland, et au festival Sensation, il publie en même temps son premier hit cross-over[Quoi ?] entre Love is Darkness et Koko. En outre, sa Dusk Till Doorn Compilation version 2011, est un succès et reçoit le prix de la Dutch Silver Harp Award. En mars 2012, Sander van Doorn effectue un set a l'Ultra à Miami où il introduisit son nouveau single Nothing Inside en collaboration avec Mayaeni. Ce hit est numéro un sur Beatport ainsi que sur les playlists de nombreux pays. En août 2012, la participation de Sander van Doorn, ainsi que d'autre producteurs divers de musique électronique notables, est annoncée pour l'album de remixes de Halo 4.
2013 est une autre année réussie pour Van Doorn. Il commence son show Identity sur la radio Digitally Imported, et compose de nombreux titres don Joyenegizer, Neon, Project T en collaboration avec Dimitri Vegas & Like Mike et Direct Dizko avec Yves. Il quitta son label Spinnin' pour créer le sien, DOORN Records. Peu après, en 2014, il publie Right Here Right Now et collabore avec son compatriote Martin Garrix et le duo DVBBS pour le single Gold Skies.

## Discographie

### Singles
- 2004 : Loaded
- 2004 : Punk'd
- 2004 : Dark Roast
- 2005 : Bling Bling
- 2005 : A.K.A
- 2006 : Pumpkin
- 2006 : Direct Dizko
- 2007 : Grasshopper
- 2007 : By Any Demand (feat. MC Pryme)
- 2007 : Riff
- 2008 : The Bass
- 2008 : Apple
- 2008 : Sushi
- 2008 : Dawn Raid (avec Jon Rundell)
- 2008 : Organic (avec Marco V)
- 2009 : Close My Eyes (vs. Robbie Williams)
- 2009 : What Say? (avec Marco V)
- 2009 : Bastillon
- 2009 : Ninety
- 2010 : Daisy
- 2010 : Renegade (The Official Trance Energy Anthem 2010)
- 2010 : Reach Out
- 2010 : Hymn 2.0
- 2010 : Daddyrock
- 2010 : Season
- 2010 : Intro
- 2011 : Love Is Darkness (feat. Carol Lee)
- 2011 : Koko
- 2011 : Timezone
- 2011 : Drink To Get Drunk
- 2011 : Who's Wearing The Cap (vs. Laidback Luke)
- 2011 : What Did I Do (vs. Kele feat. Lucy Taylor)
- 2012 : Chasin'
- 2012 : Nothing Inside (feat. Mayaeni)
- 2012 : Kangaroo (avec Julian Jordan)
- 2013 : Joyenergizer
- 2013 : Ten (avec Mark Knight & Underworld)
- 2013 : Into The Light (avec DubVision & MAKO feat. Mariana Bell)
- 2013 : Neon
- 2013 : Project T (vs. Dimitri Vegas & Like Mike)
- 2013 : Direct Dizko (avec Yves V)
- 2014 : Right Here, Right Now (Neon)
- 2014 : Guitar Track (avec Firebeatz)
- 2014 : Gold Skies (avec Martin Garrix & DVBBS feat. Aleesia)
- 2014 : Get Enough
- 2014 : THIS (avec Oliver Heldens)
- 2015 : Rage (avec Firebeatz & Julian Jordan)
- 2015 : Phoenix (avec R3hab)
- 2015 : Ori Tali Ma
- 2015 : Oh, Amazing Bass
- 2015 : ABC (avec Sunnery James & Ryan Marciano)
- 2015 : Lost (avec MOTi)
- 2015 : White Rabbit (avec Pep & Rash)
- 2016 : Cuba Libre
- 2016 : Tribal (avec Gregor Salto)
- 2016 : You're Amazing
- 2016 : Not Alone
- 2016 : Raise Your Hands Up (avec Chocolate Puma)
- 2016 : The Snake 2016 (avec Fred Pellichero)
- 2016 : WTF (avec Hi-Lo)
- 2017 : Just Won't Get Enough (avec Noisecontrollers)
- 2017 : Need To Feel Love (avec LVNDSCAPE)
- 2017 : The Rhythm
- 2017 : Mant Array
- 2017 : Riff
- 2018 : No Words (feat. Belle Humble)
- 2018 : Let It Go (avec D.O.D.)
- 2019 : One Love (avec Frontliner feat. KOCH)
- 2019 : 500 (PCM)
- 2019 : Blowback (avec Firebeatz)
- 2020 : Like This (avec Frontliner)
- 2020 : Spotlight (avec Harris & Ford)
- 2020 : The World (avec Lucas & Steve)
- 2020 : I Dream
- 2020 : Feel Like Summer
- 2020 : Temper Temper (feat. ONR)
- 2021 : Golden (feat. Blondfire)
- 2021 : What You Want
- 2021 : Jonson's Play (avec Armin van Buuren)
- 2022 : Raindrops (avec Selva & Macon feat. Chacel)
- 2022 : Breakfast in Vegas
- 2022 : My Mind (avec Laura Van Dam)
- 2022 : Bells Keep Ringin'
- 2023 : Sunlight (feat. Dan Soleil)
- 2023 : On a Roll
- 2023 : Let It Drop
- 2023 : L'Annonce des Couleurs

### Remixes
- 2004 : Code 1 - House Music (S.V.D. Dub)
- 2004 : Sander van Doorn - Loaded (S.V.D. Remix)
- 2004 : Sander van Doorn - Punk'd (S.V.D. Remix)
- 2004 : Sander van Doorn - Dark Roast (S.V.D. Remix)
- 2004 : 4 Strings - Turn It Around (Sander van Doorn Vocal Remix / Instrumental Remix)
- 2005 : Manny Romero - Compadre (S.V.D. Remix)
- 2005 : TDR - Squelch (Sander Van Doorn Remix)
- 2005 : Sander van Doorn - Bling Bling (S.V.D. Remix)
- 2005 : Filterfunk - S.O.S. (Message in a Bottle) (Sander van Doorn Remix)
- 2006 : Armin van Buuren - Control Freak (Sander van Doorn Remix)
- 2005 : Sander van Doorn - A.K.A. (Sander Mix)
- 2006 : Mohamed Sehly - Amazing Beat (SVD Without Going Cairo Remix)
- 2006 : Tiësto feat. Maxi Jazz - Dance4Life (Sander Van Doorn Remix)
- 2006 : Club Scene Investigators - Direct Dizk (Sander Van Doorn Remix)
- 2006 : Technotronic - Pump Up the Jam (Sander Van Doorn Remix)
- 2006 : Sander van Doorn - Pumpkin (S.V.D. Remix)
- 2006 : Mode Hookers - Breathe (Sander van Doorn Remix)
- 2006 : Yello - Oh Yeah (Sander van Doorn Remix)
- 2007 : Sander van Doorn - Grasshopper (Sander ban Doorn Remix)
- 2007 : Yanou feat. Liz - King of My Castle (Sander van Doorn Vocal Mix / Dub Mix)
- 2007 : Gleave - Come With Me (S.V.D. Stripped Edit)
- 2007 : Arctic Monkeys - When the Sun Goes Down (Sander van Doorn Remix)
- 2008 : Sia - The Girl You Lost To Cocaine (Sander van Doorn Remix)
- 2008 : OneRepublic - Apologize (Sander van Doorn Bootleg)
- 2008 : Jon Rundell - Dawn Raid (Sander ban Doorn Remix)
- 2008 : Robbie Williams & Pet Shop Boys - We're The Pet Shop Boys (Sander van Doorn Remix)
- 2009 : Sam Sharp - Roundabout (Sander van Doorn Main Mix)
- 2009 : The Killers - Spaceman (Sander van Doorn Remix Pt 1 / Pt 2)
- 2009 : Depeche Mode - Peace (Sander van Doorn Remix)
- 2009 : Olav Basoski & Erick E - Don't Turn Your Back (Sander van Doorn Remix)
- 2010 : Swedish House Mafia vs. Tinie Tempah - Miami 2 Ibiza (Sander van Doorn Remix)
- 2011 : Cybersonik - Technary (Sander van Doorn Remix)
- 2011 : Lady Gaga - Marry the Night (Sander van Doorn Remix)
- 2012 : Inpetto - Shhhh! (Sander van Doorn Edit)
- 2012 : Neil Davidge - "Halo 4" - To Galaxy (Sander van Doorn & Julian Jordan Remix)
- 2015 : The Alexsander - Output (Sander van Doorn Edit)
- 2016 : Moby - Natural Blues (Sander van Doorn Remix)
- 2017 : Sander van Doorn - Riff (SvD X David Tort Extended Remix)
- 2018 : Lifelike & Kris Menace - Discopolis 2.0 (Sander van Doorn Remix)
- 2018 : Frontliner - I'm The Melodyman (Sander van Doorn Remix)
- 2019 : Syn Cole - Lights Go Down (Sander van Doorn Remix)
- 2021 : Above and Beyond vs. Armin van Buuren - Show Me Love (Sander van Doorn Remix)

### Sous d'autres noms
- 2001 : Summer Memories (Frequence)
- 2001 : Get Together (single ; sous Larsson)
- 2003 : Robbie Rivera vs. Billy Paul W - Sex (Stan Larsson remix)
- 2003 : Ron van Den Beuken - Timeless (Sam Sharp Remix)
- 2003 : DJ Tatana vs. The Mystery - Soul Cry (Sam Sharp Remix)
- 2003 : Randy Katana - One Solid Wave (Sam Sharp Remix)
- 2003 : E-Craig - The Beat Goes On (Sam Sharp Remix)
- 2004 : Sam Sharp - Twister (Sam Sharp Remix)
- 2004 : Blank and Jones - Stars Shine Bright (Sam Sharp Remix)
- 2004 : Code 1 - House Music (Sam Sharp Remix)
- 2004 : Twister (single, sous Sam Sharp)
- 2004 : Deep / In-Deep (single, sous Sam Sharp)
- 2004 : Theme Song (single, sous Sandler)
- 2004 : DJ Shog - Live 4 Music (Sandler Remix / Dub Mix)
- 2004 : Matt Darey - Nocturnal Delight (Sandler Remix)
- 2004 : 4 Strings - Turn It Around (Sandler Vocal Mix / Instrumental Mix)
- 2005 : Error (single, sous Sam Sharp)
- 2005 : Hoover:Craft (single, sous Sam Sharp)
- 2005 : Sander van Doorn - A.K.A. (Sam Mix)
- 2005 : S.O.S. (Message in a Bottle) (sous Filterfunk)
- 2005 : Chemistry (single, sous Sandler)
- 2008 : Manny Romero - Compadre (Sam Sharp Remix)
- 2008 : Caie! - Lustgarten (Larsson Remix)
- 2009 : Roundabout (single, sous Sam Sharp)
- 2010 : Season (single, sous Sandler)
- 2012 : Kim Kemi - Paranormal Activity (Larsson Remix)

#### Purple Haze

##### Singles
- 2005 : Adrenaline / Push Off Me
- 2006 : Eden / Rush
- 2009 : Bliksem
- 2010 : Hymn 2.0
- 2011 : Timezone (feat. Frederick)
- 2017 : Neiloj
- 2017 : Contrast
- 2017 : Choir 1.0
- 2018 : Light Me Up (feat. Bonus Check)
- 2018 : Bergen
- 2018 : Call Me
- 2018 : Fall In (feat. James New)
- 2018 : The Hyll
- 2019 : We Come in Peace (avec KhoMha)
- 2019 : Surrender
- 2019 : You & Me
- 2020 : Flanging (avec Ferry Corsten)
- 2020 : Strangers Thing
- 2020 : Rosy
- 2020 : The Purpose
- 2020 : The Kings Court (avec FaderX)
- 2021 : Faces
- 2021 : Recover
- 2021 : Manoeuvres
- 2022 : Horizons
- 2022 : Where You Started

##### Remixes
- 2006 : 4 Strings - Take Me Away (Into The Night) 2006 (Purple Haze Remix)
- 2017 : Sam Sharp - Roundabout (Purple Haze Remix)
- 2019 : Bottai - Nunc (Purple Haze Edit)